# رشته‌کوه جوگجور
رشته‌کوه جوگجور (روسی: Джугджу́р) یک رشته‌کوه در سرزمین خاباروفسک کشور روسیه است.